# Pale Folklore
Pale Folklore - debiutancki album studyjny zespołu Agalloch. Płyta została wydana 6 czerwca 1999 roku przez The End Records. 

## Lista utworów
Na podstawie materiału źródłowego:
1. "She Painted Fire Across the Skyline I"
2. "She Painted Fire Across the Skyline II"
3. "She Painted Fire Across the Skyline III"
4. "The Misshapen Steed"
5. "Hallways of Enchanted Ebony"
6. "Dead Winter Days"
7. "As Embers Dress the Sky"
8. "The Melancholy Spirit"